# Billy-Montigny
Pour les articles homonymes, voir Billy et Montigny.
Billy-Montigny [bili mɔ̃tiɲi] est une commune française située dans le département du Pas-de-Calais en région Hauts-de-France. Ses habitants sont appelés les Billysiens. La commune est membre de la communauté d'agglomération de Lens-Liévin.
La commune est connue à cause de la catastrophe de Courrières survenue 10 mars 1906 qui a fait 1 099 morts dans les mines de charbon du bassin minier du Nord-Pas-de-Calais, la plus importante catastrophe industrielle d'Europe en date de 2009. La Compagnie des mines de Courrières y possédait ses fosses nos 2 et 10 - 20.

## Géographie

### Localisation
Localisée dans le sud-est du département du Pas-de-Calais, Billy-Montigny se situe dans le bassin minier du Pas-de-Calais, entre Lens et Hénin-Beaumont. Elle se situe à 2,5 km d'Hénin-Beaumont, à 6,5 km de sa sous-préfecture, Lens, à 17,4 km de son chef-lieu, Arras. La capitale régionale, Lille se situe à 25,4 km.
La ville est rattachée à la plaine de la Gohelle.
Le territoire de la commune est limitrophe de ceux de cinq communes.
Les communes limitrophes sont Montigny-en-Gohelle, Méricourt, Rouvroy, Fouquières-lès-Lens et Hénin-Beaumont.

### Géologie et relief
La superficie de la commune est de 2,71 km2 ; son altitude varie de 24  à   45 mètres.

### Hydrographie
Le territoire de la commune est situé dans le bassin Artois-Picardie.
La commune est traversée par le ruisseau de Montigny, canal, chenal de 4,74 km, qui prend sa source dans la commune de Fouquières-lès-Lens et se jette dans le canal de Lens au niveau de la commune d'Harnes, et par le Billy-Montigny, d'une longueur de plusieurs km[Combien ?].

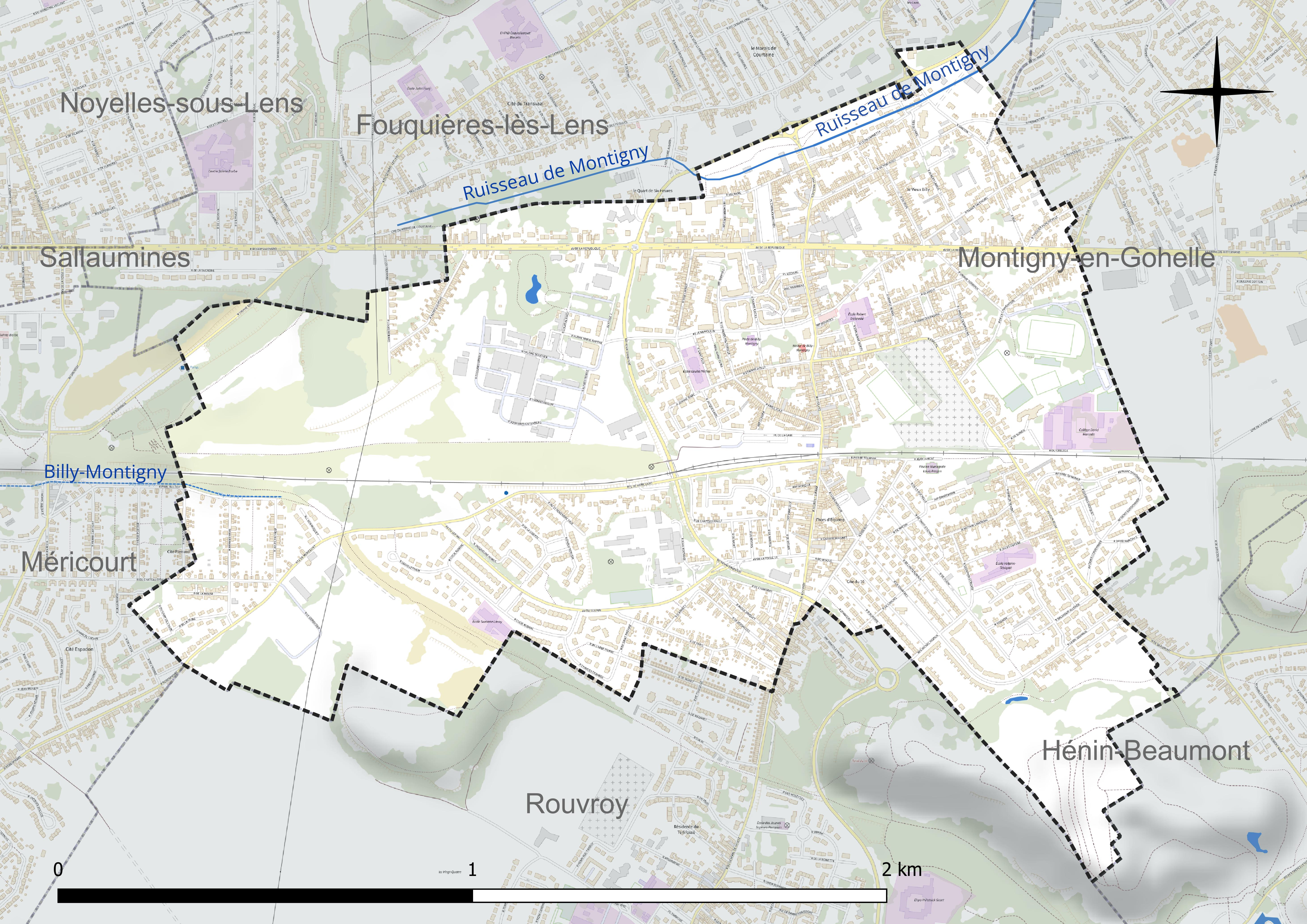
Réseau hydrographique de Billy-Montigny.

### Climat
Pour des articles plus généraux, voir climat des Hauts-de-France et climat du Pas-de-Calais.
En 2010, le climat de la commune est de type climat océanique dégradé des plaines du Centre et du Nord, selon une étude du CNRS s'appuyant sur une série de données couvrant la période 1971-2000. En 2020, Météo-France publie une typologie des climats de la France métropolitaine dans laquelle la commune est exposée à un climat océanique et est dans la région climatique Nord-est du bassin Parisien, caractérisée par un ensoleillement médiocre, une pluviométrie moyenne régulièrement répartie au cours de l’année et un hiver froid (3 °C).
Pour la période 1971-2000, la température annuelle moyenne est de 10,5 °C, avec une amplitude thermique annuelle de 14,5 °C. Le cumul annuel moyen de précipitations est de 719 mm, avec 12 jours de précipitations en janvier et 8,4 jours en juillet. Pour la période 1991-2020, la température moyenne annuelle observée sur la station météorologique la plus proche, située sur la commune de Douai à 13 km à vol d'oiseau, est de 11,0 °C et le cumul annuel moyen de précipitations est de 729,2 mm,. Pour l'avenir, les paramètres climatiques de la commune estimés pour 2050 selon différents scénarios d'émission de gaz à effet de serre sont consultables sur un site dédié publié par Météo-France en novembre 2022.

### Milieux naturels et biodiversité

#### Zones naturelles d'intérêt écologique, faunistique et floristique
L’inventaire des zones naturelles d'intérêt écologique, faunistique et floristique (ZNIEFF) a pour objectif de réaliser une couverture des zones les plus intéressantes sur le plan écologique, essentiellement dans la perspective d’améliorer la connaissance du patrimoine naturel national et de fournir aux différents décideurs un outil d’aide à la prise en compte de l’environnement dans l’aménagement du territoire.
Le territoire communal comprend deux ZNIEFF de type 1 :
- les terrils 84 et 205 d'Hénin-Beaumont. Ce site, situé au cœur du bassin minier, est situé au carrefour des communes de Billy-Montigny, Rouvroy et Hénin-Beaumont. Il est constitué de deux terrils (84 et 205) reliés par un fossé alimenté par les eaux de ruissellement[11] ;
- le terril 104 - 10 sud de Courrières. Ce terril, de taille réduite, est constitué de schistes rouges et noirs[12].

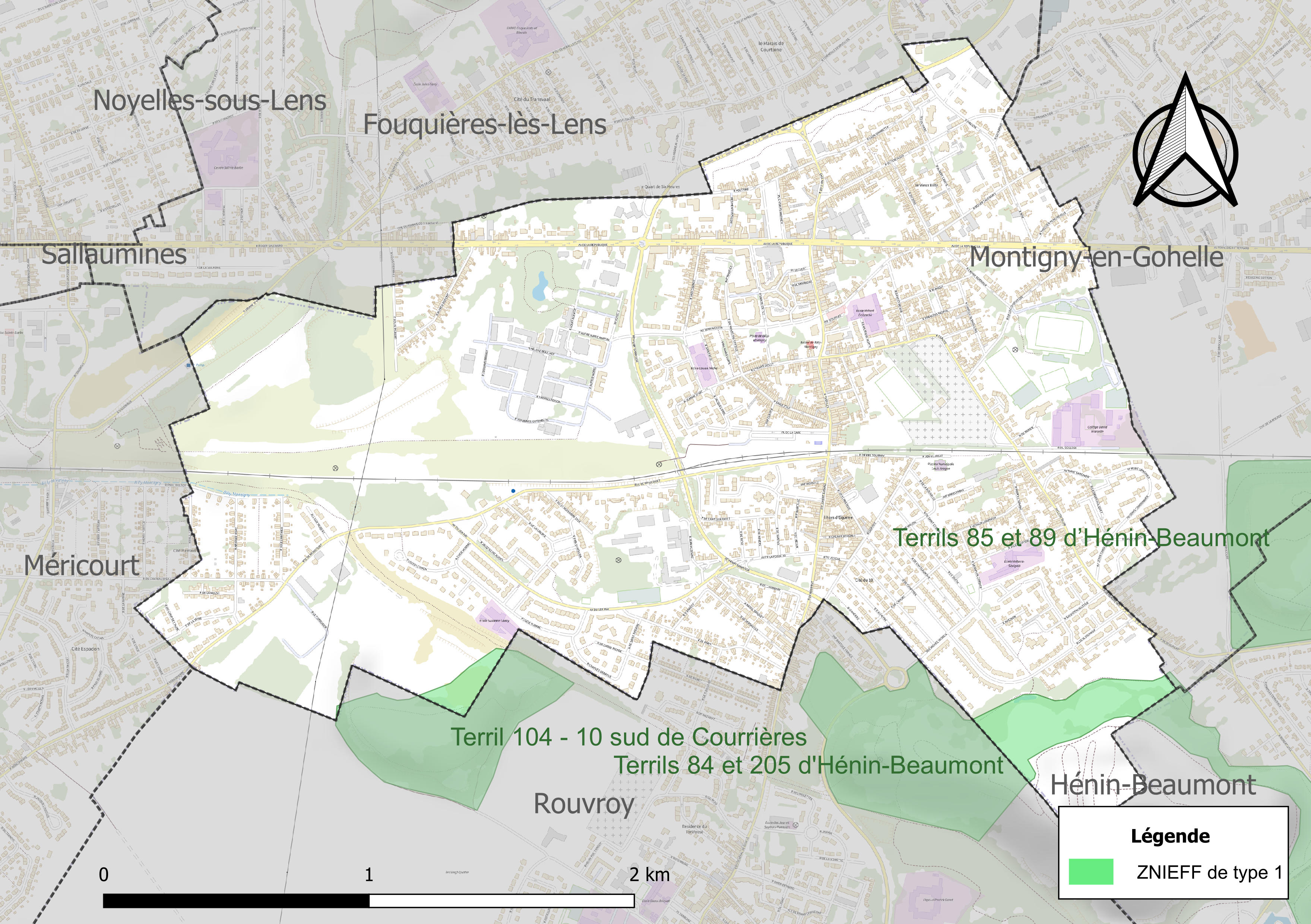
Carte des ZNIEFF sur la commune.

## Urbanisme

### Typologie
Au 1er janvier 2024, Billy-Montigny est catégorisée grand centre urbain, selon la nouvelle grille communale de densité à sept niveaux définie par l'Insee en 2022.
Elle appartient à l'unité urbaine de Douai-Lens, une agglomération inter-départementale regroupant 67  communes, dont elle est une commune de la banlieue,,. Par ailleurs la commune fait partie de l'aire d'attraction de Lens - Liévin, dont elle est une commune du pôle principal,. Cette aire, qui regroupe 50 communes, est catégorisée dans les aires de 200 000 à moins de 700 000 habitants,.

### Occupation des sols
L'occupation des sols de la commune, telle qu'elle ressort de la base de données européenne d’occupation biophysique des sols Corine Land Cover (CLC), est marquée par l'importance des territoires artificialisés (97,5 % en 2018), une proportion identique à celle de 1990 (97,5 %). La répartition détaillée en 2018 est la suivante : zones urbanisées (84,5 %), zones industrielles ou commerciales et réseaux de communication (8,5 %), mines, décharges et chantiers (4,6 %), terres arables (2,5 %). L'évolution de l’occupation des sols de la commune et de ses infrastructures peut être observée sur les différentes représentations cartographiques du territoire : la carte de Cassini (XVIIIe siècle), la carte d'état-major (1820-1866) et les cartes ou photos aériennes de l'IGN pour la période actuelle (1950 à aujourd'hui).

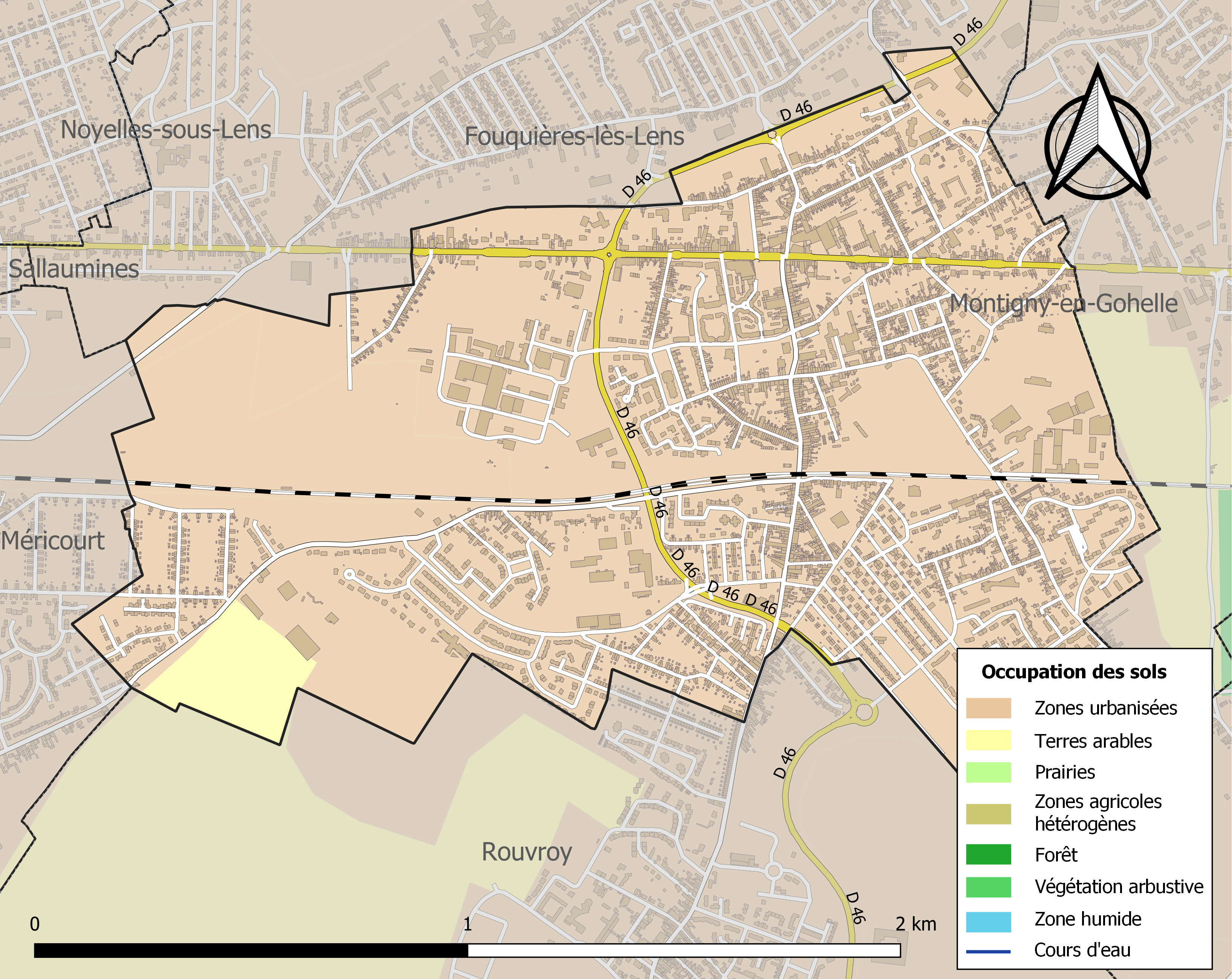
Carte des infrastructures et de l'occupation des sols de la commune en 2018 (CLC).

### Logement
En 2021, le nombre total de logements dans la commune était de 3 707, alors qu'il était de 3 622 en 2015 et de 3 526 en 2010
, soit une progression du nombre total de logements de 5,1 % depuis 2010.
Parmi ces 3 707 logements, 89,8 % étaient des résidences principales, (soit 3 328 logements), 0,7 % des résidences secondaires et 9,5 % des logements vacants. Ces logements étaient pour 74,1 % d'entre eux des maisons individuelles et pour 25,3 % des appartements.
Sur les 3 328 résidences principales, 42,1 % sont occupées par des propriétaires,  56,2 % par des locataires et 1,7 % par des personnes logées gratuitement.
Le tableau ci-dessous présente la typologie des logements à Billy-Montigny en 2021 en comparaison avec celle du Pas-de-Calais et de la France entière. Une caractéristique marquante du parc de logements est ainsi la faible proportion des résidences secondaires et logements occasionnels (0,7 %) par rapport au département (6,5 %) et à la France entière (9,7 %) ainsi que d'une proportion de logements vacants (9,5 %) supérieure à celle du département (7,3 %) et de la France entière (8,1 %).
| Typologie                                               | Billy-Montigny | Pas-de-Calais | France entière |
| ------------------------------------------------------- | -------------- | ------------- | -------------- |
| Résidences principales (en %)                           | 89,8           | 86,1          | 82,2           |
| Résidences secondaires et logements occasionnels (en %) | 0,7            | 6,5           | 9,7            |
| Logements vacants (en %)                                | 9,5            | 7,3           | 8,1            |

### Voies de communication et transports

#### Voies de communication
La ville de Billy-Montigny est desservie par l'ancienne route nationale 43 qui relie Douai, Hénin-Beaumont, Lens et Béthune, qui maintenant est déclassée en route communale, à cause du parallélisme avec l'autoroute A21. Dans la commune, une intersection relie la nationale 43 à la route départementale 46 qui relie Courrières à Rouvroy. Grâce à cette route départementale, la ville est rapidement reliée à l'A21 par la sortie 15. Elle permet de rejoindre les autoroutes A26 et A1.

#### Transport ferroviaire

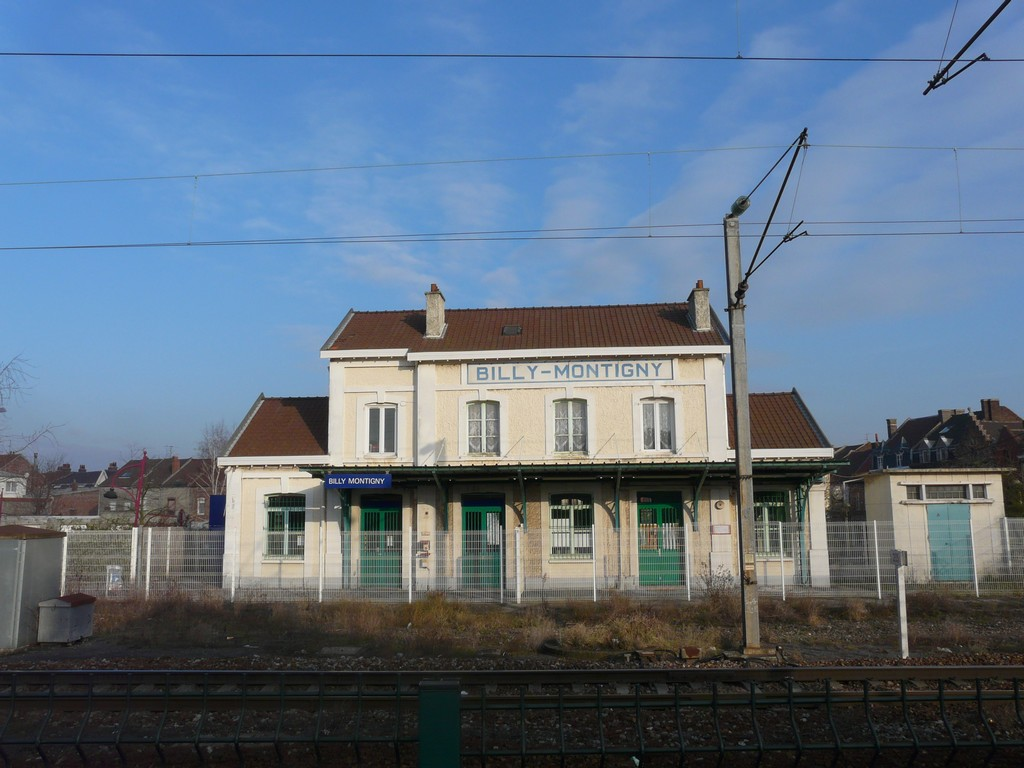
La gare de Billy-Montigny.

La gare de Billy-Montigny a été construite en 1859 en même temps que la ligne Lens - Ostricourt. La gare était l’embranchement entre les chemins de fer des mines. Ainsi la Compagnie des chemins de fer du Nord transférait la marchandise sur leurs trains car tous les trains provenant des mines y amenaient leur production. Elle fut également la gare la plus importante de la région Nord-Pas-de-Calais par le tonnage des marchandises transportées. Malgré les deux guerres, la gare ne fut jamais détruite et garde depuis un siècle et demi les mêmes caractéristiques.
De nos jours, la gare est desservie par la SNCF grâce aux TER Nord-Pas-de-Calais. Sur 25 lignes classiques, deux passent par la gare de Billy-Montigny, ce sont les lignes 13 et 21. Elles relient respectivement Lens à Lille à une fréquence de 27 trains par jour et Lens à Douai-Valenciennes à une fréquence de 23 trains par jour,. La gare de Billy-Montigny est juste un point d'arrêt, car la gare de Lens se situe à quelques kilomètres et récupère la majorité des voyageurs.

#### Transports urbains
Billy-Montigny est desservie, comme 114 communes du département, par les bus urbain et interurbain Tadao. Deux lignes commerciales traversent la ville. En l'occurrence la ligne buLLe, ligne principale du réseau avec 1,1 million de voyageurs pour 2007, qui relie Liévin via la gare de Lens à la zone commerciale de Noyelles-Godault en traversant par la RN43, et la ligne 18, qui relie les mêmes endroits mais en passant par les rues du centre de Billy-Montigny.
De plus, la ville sera desservie par la ligne de tramway de Liévin à Noyelles-Godault aux alentours de 2013 sur l'ex-route nationale 43. Elle remplacera la ligne « buLLe ».

## Toponymie
Le nom de la localité est attesté sous les formes Billy en 1070, Bili en 1088, Billi en 1097, Billi en 1141-1142, Bylly en 1330, Billy-vers-Hénin en 1331, Billy-en-Escrebieu en 1517, Billy-en-Gohelle en 1753, Billy-Montigny au XVIIIe siècle,, Billy en 1793 puis Billy-Montigny.

## Histoire

### De Billiacum à Billy-Montigny
Au temps gallo-romain, la ville s'appela Billiacum. Vers l'an 360, la ville ainsi que la plupart de l'Artois se font évangéliser par saint Martin, un ancien légionnaire et aux alentours de l'an 500, Billiacum cesse d'être tributaire à Rome.
Vers le IVe siècle, la ville est envahie par les Normands venus de Scandinavie, il faudra un siècle pour que la ville se relève de ses invasions. Par la suite, en 877, la ville est à nouveau envahie, mais par le comte Baudouin Ier de Flandre, du comté de Flandre. La ville changea de nom pour s'appeler Billy-Montensni en 1129 puis Billy en 1182. En 1191, la nièce du comte se maria avec Philippe II de France ainsi le comte donna la province de l'Artois en guise de dot. L'Artois passa entre les mains de la maison de Bourgogne en 1384 et la ville est très pauvre. En 1492, l'Artois change encore de propriétaire et passe aux mains des Habsbourg.
Pendant le règne de Louis XIV, deux traités rendent l'Artois aux Français, le traité des Pyrénées en 1659 et celui de Nimègue en 1678, et définitivement avec celui d'Utrecht en 1713.
La ville changea de nom pour Billy-en-Gohelle en 1720 puis Billy-les-Hénin en 1744. Enfin en 1789, lorsque l'État français réunit l'Artois, le Boulonnais et le Calaisis pour former le Pas-de-Calais, Billy-les-Hénin changea de nom pour devenir Billy-Montigny. L'année suivante, Billy-Montigny devint une commune du canton de Lens.

### Extraction minière

#### Découverte du charbon

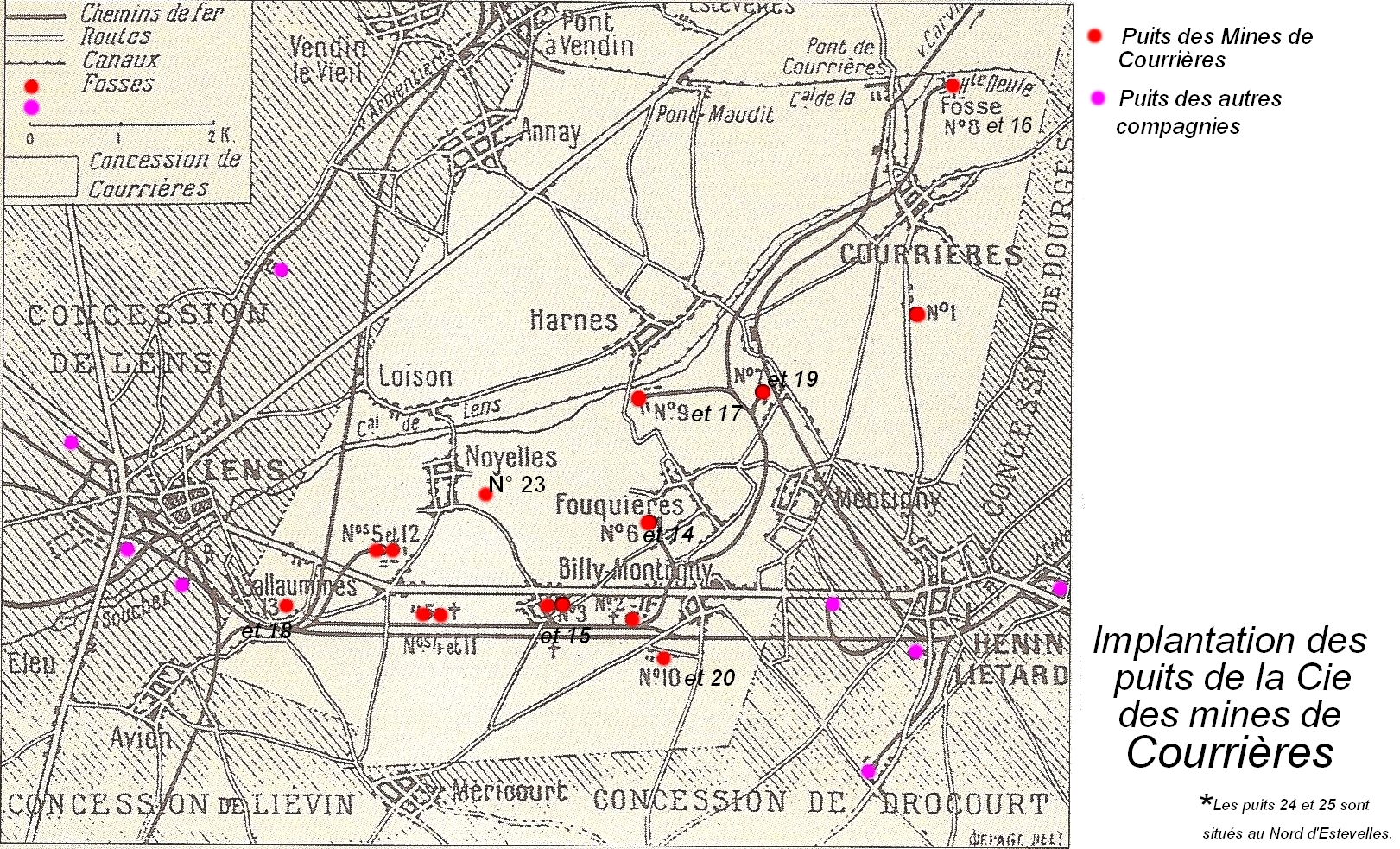
Les différentes fosses de la Compagnie des mines de Courrières.

Le 3 février 1720, Jacques Mathieu et son équipe de mineurs découvrent une veine de charbon très faible à Fresnes-sur-Escaut dans la propriété de Nicolas Désaubois.
Le gisement houiller était exploité dans le département du Nord depuis plus d'un siècle ; mais des recherches en Artois étaient restées vaines, en raison d'un changement d'orientation des veines.
En 1841, la découverte de charbon à Oignies lors du forage destiné à un puits artésien fait comprendre que la veine de charbon se prolonge bien dans le Pas-de-Calais, mais dans la direction du nord-ouest.
Des recherches furent alors entreprises de façon systématique, et en 1849, Charles Matthieu, transfuge de la Compagnie des mines d'Anzin, découvre du charbon à Courrières. La politique du Second Empire est alors de limiter la taille des concessions, afin qu'elles soient en concurrence entre elles : l'exploitation de ce gisement houiller est donc réparti entre 10 sociétés, dont la Compagnie des mines de Courrières, créée en 1852.
En 1880, la production de charbon des nouvelles compagnies du Pas-de-Calais dépasse celle des compagnies historiques du Nord.
La fosse no 2 est exploitée à Billy-Montigny à partir de 1856. La compagnie installe ses grands bureaux et ses ateliers centraux à Billy-Montigny, à proximité de cette fosse.
La fosse no 10 - 20 dite Schneider-Landrieu, est foncée à partir du mois d'avril 1896 par la Compagnie des Mines de Courrières. Le puits atteindra la profondeur de 673 mètres lors de sa mise en service en février 1900. Le second puits, no 20 est ajouté en 1911. Il est profond de 546 mètres et servi pour l'aérage, le service du personnel et du matériel.

#### Catastrophe de Courrières

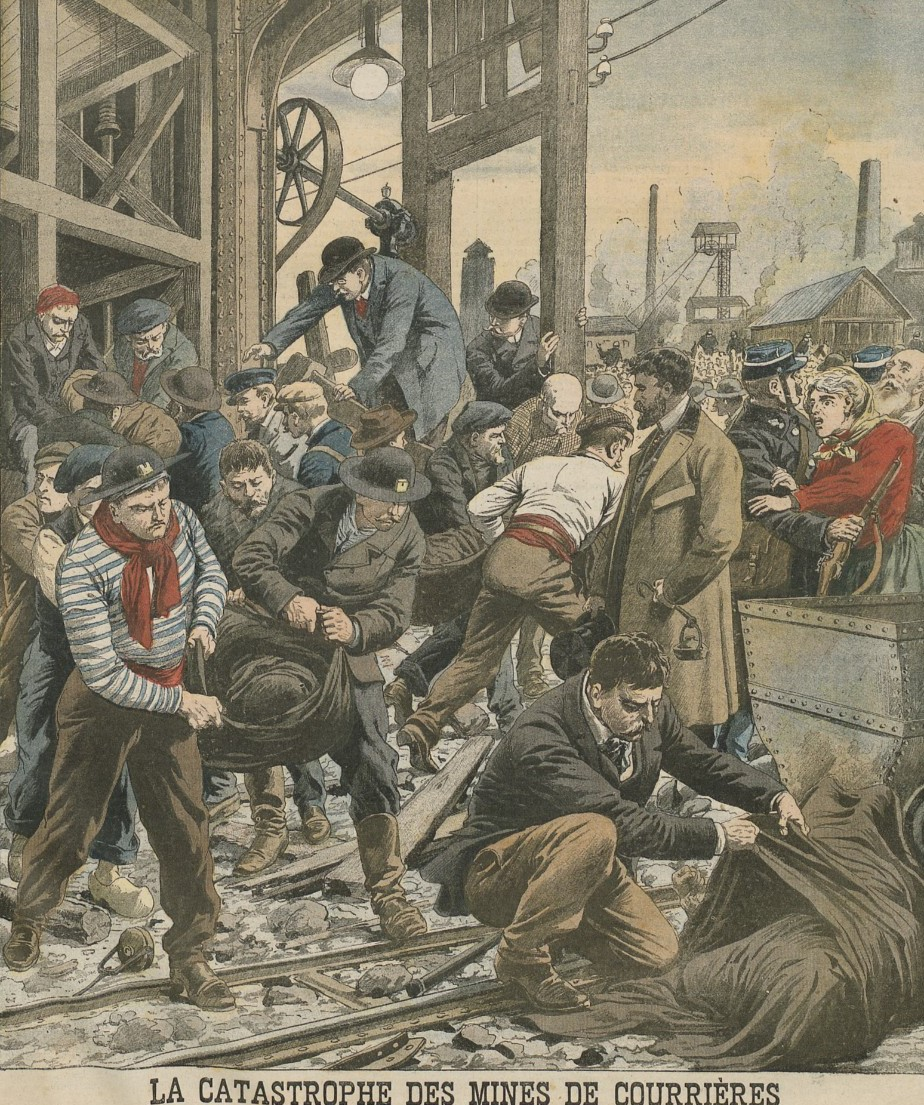
La catastrophe de Courrières
Illustration du Petit Journal, 1906.

L'histoire de la région reste marquée par la catastrophe minière dite catastrophe de Courrières qui fit 1 099 morts le 10 mars 1906 sur les territoires de Billy-Montigny, Méricourt, Noyelles-sous-Lens et Sallaumines.
Le samedi 10 mars 1906, un « coup de poussière » d'une rare violence ravage en quelques secondes 110 kilomètres de galeries communes aux trois fosses et situées sur les territoires de Billy-Montigny (fosse no 2 dite Auguste Lavaurs), Méricourt (fosse no 3 dite Lavaleresse), Noyelles-sous-Lens et Sallaumines (fosse no 4 - 11 dite Sainte-Barbe). Pris au piège, la plupart des ouvriers sont morts asphyxiés ou brûlés par les nuées ardentes de gaz toxiques. En fin de journée, seulement 576 mineurs arrivent à s'échapper de la catastrophe. Sur les 1 099 tués, 114 habitaient les corons de Billy-Montigny.
La gestion de la crise par la compagnie minière est particulièrement mal vécue par les mineurs et par leurs familles. La compagnie est accusée d'avoir fait passer la sécurité des mineurs après la protection des infrastructures en particulier en prenant la décision de murer les galeries et d'inverser l'aérage pour extraire la fumée et étouffer l'incendie au lieu de faciliter le travail des sauveteurs en leur envoyant de l'air frais.
La polémique enfle avec l'arrêt précoce des recherches, abandonnées dès le 14 mars. Or, le 30 mars, soit 20 jours après l'explosion, 13 mineurs ressortent de la fosse no 2 ayant réussi à retrouver le jour par leurs propres moyens après avoir erré dans le noir total sur des kilomètres.

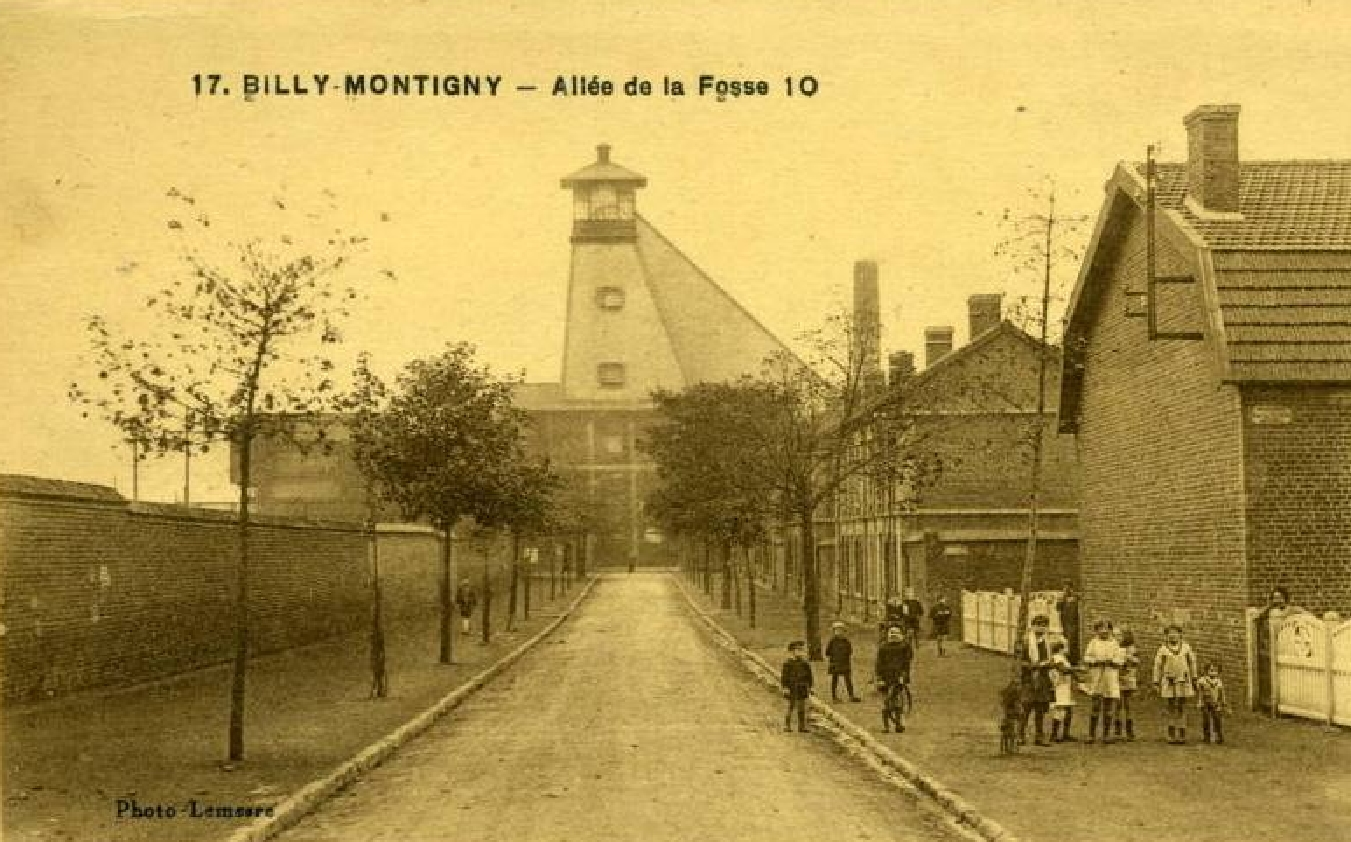
Le puits no 10 de la fosse no 10 - 20 et son avenue.

La catastrophe a un retentissement important dans la population, et déclenche une grève des mineurs qui s'étend à tout le bassin houiller du Nord-Pas-de-Calais. Cette grève dure 52 jours et connaît des affrontements violents
À partir de 1910, la compagnie des mines fait massivement appel à l'immigration, de mineurs westphaliens et polonais, puis de travailleurs kabyles ; plusieurs centaines d'entre eux s'installent à Billy-Montigny. Perçus comme des briseurs de grève et acceptant des salaires peu élevés, ils rencontrent l'hostilité de la population.

#### Fin de l'ère minière
La fosse no 2 cesse d'extraire en 1938. Le chevalement est démonté pour être remonté sur le puits no 17 de la fosse no 9 - 17 à Harnes. Il ne reste rien de cette fosse en 2011, à l'exception de l'avenue qui porte son nom et de la plaque matérialisant l'emplacement du puits dans la Zone Eurobilly. La fosse 10, quant à elle, fermera en 1953, les chevalements seront abattus en 1956. Entre les années 1960 et 1990, l'imposant terril conique de la Fosse 10 est exploité, il ne reste que son assise actuellement. Il subsiste en revanche quelques bâtiments aux ateliers centraux (Eurobilly), en grande partie abandonnés, les Grands Bureaux des Mines de Courrières et quelques bâtiments à la fosse no 10 - 20. Les cités minières sont également conservées, principalement la cité 10, qui est inscrite sur la liste du patrimoine mondial de l'UNESCO depuis 2012.

### La Première et la Seconde Guerre mondiales

#### Première Guerre mondiale

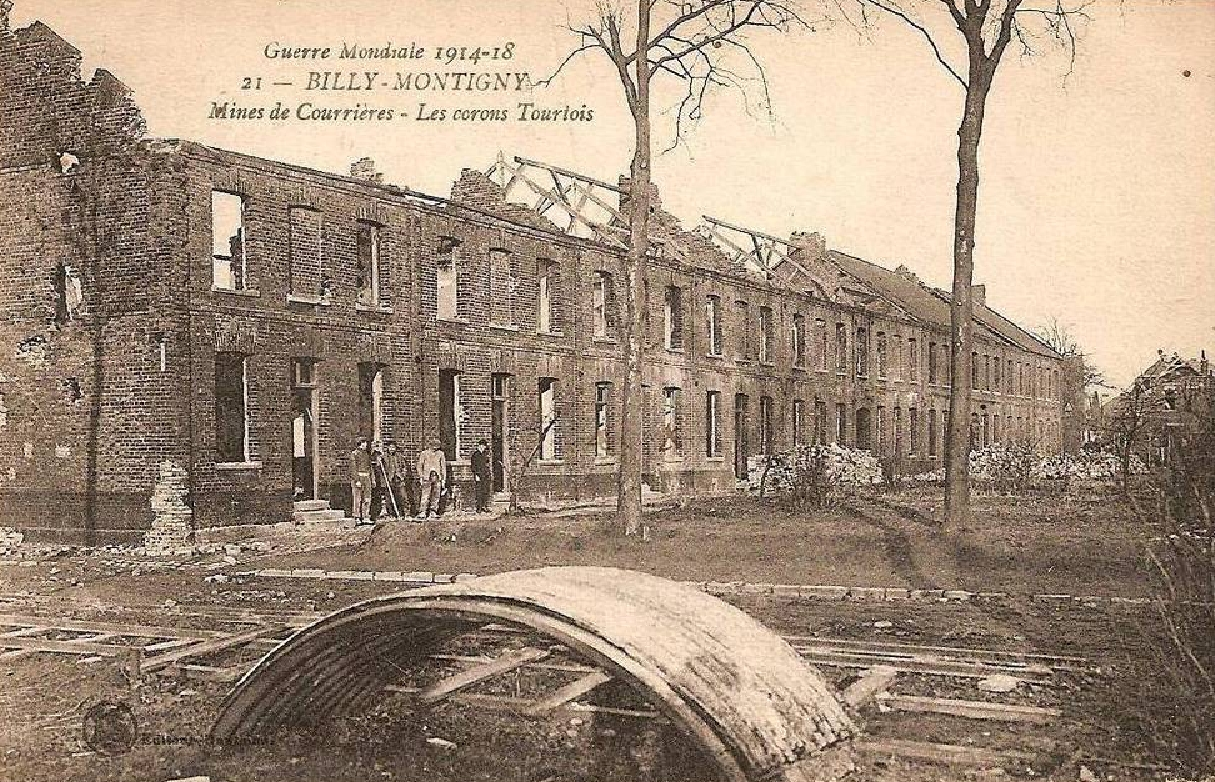
Le « Coron Tourtois » de Billy-Montigny, séquelles de guerre (Première Guerre mondiale).

Pendant toute la Première Guerre mondiale, Billy-Montigny est très proche de la ligne de front, et subit les conséquences des combats et mouvements de troupe. En 1917, après la bataille de Vimy, les fosses des mines de Courrières sont détruites et les galeries inondées par l'armée allemande.
Au lendemain de la guerre, la ville doit compter avec la présence de travailleurs chinois (Travailleurs chinois pendant la Première guerre mondiale en France) lesquels, vivant dans des conditions difficiles, lors des premiers mois de 1919, détruisent les maisons abîmées par le conflit, voire intactes, pour en récupérer le bois (portes, fenêtres, planchers) pour se chauffer, ou commettent des larcins, ce qui exaspère la population longtemps sans résultat.
La ville reçoit au lendemain de la Première Guerre mondiale la croix de guerre 1914-1918, récompensant l’attitude résistante de la population pendant l’occupation allemande,. La reconstruction sera cependant assez rapide malgré l'ampleur des dégâts : elle est achevée en 1925, et la compagnie des mines de Courrières devient à cette date la première compagnie minière française.

#### Seconde Guerre mondiale
Tout comme le reste du bassin minier, Billy-Montigny est occupée par l'Allemagne nazie. Elle fait partie de la zone d'administration militaire allemande.
C'est dans la commune proche de Montigny-en-Gohelle, dans le Pas-de-Calais, à la fosse 7 de la Compagnie des mines de Dourges, que la grève patriotique des cent mille mineurs du Nord-Pas-de-Calais en mai-juin 1941 a démarré, avec Émilienne Mopty et Michel Brulé (1912-1942), privant les Allemands de 93 000 tonnes de charbon pendant près de deux semaines. C'est l'un des premiers actes de résistance collective à l'occupation nazie en France et le plus important en nombre, qui se solda par 414 arrestations en trois vagues, la déportation de 270 personnes, 130 mineurs étant par ailleurs fusillés à la citadelle d'Arras. Après-guerre, la commune est aussi au centre de trois événements nationaux, la bataille du charbon (1945-1947), suivie des grève des mineurs de 1947 et celles de 1948.

### Depuis la Libération
Comme l'ensemble du bassin minier, la commune est fortement impliquée dans les grèves de 1947 et celle de 1948. Et même doublement, puisque c'est à Billy-Montigny que les organisations d'obédience communiste organisent, les 21-22 mai 1949, un congrès pour l'amnistie des mineurs condamnés ou licenciés pour fait de grève lors de la grève d'octobre-novembre 1948.

## Politique et administration

### Tendances politiques
Si la commune favorise le PCF au niveau municipal, elle constitue une terre d'extrême droite au niveau national.
Lors du premier tour des élections législatives de 2024, la ville vote à 59,41 % pour Bruno Clavet, du Rassemblement National (un score de 7 points supérieur à celui que le député obtient dans toute la troisième circonscription du Pas-de-Calais).  Aux élections européennes de 2024, la commune hisse la liste du RN à la première place, avec 58,18 % des suffrages, très largement devant toutes les autres listes, dont aucune ne dépasse les 9%. En 2022, Marine Le Pen y obtient 51,27 % au premier tour de l'élection présidentielle, et 72,01 % au second tour (un score nettement supérieur à la moyenne nationale). En 2017, la même candidate obtenait 45,96 % au premier tour de la présidentielle, et 66,42 % au second. 
En 2002, la commune place Jean-Marie Le Pen en tête des suffrages du premier tour de l'élection présidentielle, avec 23,02 % des voix, mais favorise Jacques Chirac au second, qui récolte 74,64% des suffrages exprimés contre le candidat frontiste. En 2007, la commune relègue Jean-Marie Le Pen à la quatrième place du premier tour de l'élection présidentielle, et place Nicolas Sarkozy en première position avec 33,63% des voix. Au second tour, la commune favorise le candidat de l'UMP, avec 63,35% des voix, contre Ségolène Royal (36,65 % des voix). Cinq ans plus tard, la commune retire son soutien à Nicolas Sarkozy : le président de la République n'y récolte alors plus que 38.76 % des votes, contre 61.24 % à François Hollande. Au premier tour du scrutin, la commune avait placé Marine Le Pen en tête des suffrages, avec 32.79 %, devant François Hollande (24.28 %), Jean-Luc Mélenchon (19.02 %) et Nicolas Sarkozy (15.37 %). 

### Découpage territorial
La commune se trouve dans l'arrondissement de Lens du département du Pas-de-Calais.

#### Commune et intercommunalités
La commune est membre de la communauté d'agglomération de Lens-Liévin.

#### Circonscriptions administratives
La commune est rattachée au canton d'Harnes.

#### Circonscriptions électorales
Pour l'élection des députés, la commune fait partie de la troisième circonscription du Pas-de-Calais.

### Élections municipales et communautaires

#### Résultats des municipales de 2020
- Maire sortant : Bruno Troni (PCF)
- 29 sièges à pourvoir au conseil municipal (population légale 2017 : 8 150 habitants)
- 3 sièges à pourvoir au conseil communautaire (CA de Lens-Liévin)

|                          |                          |                          |              |              |        |        |  |  |  |
| Tête de liste            | Tête de liste            | Liste                    | Premier tour | Premier tour | Sièges | Sièges |  |  |  |
| Tête de liste            | Tête de liste            | Liste                    | Voix         | %            | CM     | CC     |  |  |  |
|                          | Bruno Troni              | PCF                      | 1 491        | 63,93        | 24     | 3      |  |  |  |
|                          | Fabrice Mulier           | RN                       | 521          | 22,34        | 3      | 0      |  |  |  |
|                          | Jean-Louis Cailluyère    | DVD                      | 320          | 13,72        | 2      | 0      |  |  |  |
|                          |                          |                          |              |              |        |        |  |  |  |
| Votes valides            | Votes valides            | Votes valides            | 2 332        | 98,02        |        |        |  |  |  |
| Votes blancs             | Votes blancs             | Votes blancs             | 52           | 1,00         |        |        |  |  |  |
| Votes nuls               | Votes nuls               | Votes nuls               | 51           | 0,98         |        |        |  |  |  |
| Total                    | Total                    | Total                    | 2 435        | 100          | 29     | 3      |  |  |  |
| Abstention               | Abstention               | Abstention               | 2 754        | 53,07        |        |        |  |  |  |
| Inscrits / participation | Inscrits / participation | Inscrits / participation | 5 189        | 46,93        |        |        |  |  |  |

### Jumelages
| Ville | Ville     | Pays | Pays      | Période     |
| ----- | --------- | ---- | --------- | ----------- |
|       | Bönen     |      | Allemagne | depuis 1969 |
|       | Reggello  |      | Italie    | depuis 1997 |
|       | Trzebinia |      | Pologne   | depuis 1994 |

## Équipements et services publics

### Espaces publics
Le parc urbain, dans la zone EuroBilly.

### Enseignement
La commune est située dans l'académie de Lille et dépend, pour les vacances scolaires, de la zone B.
Elle administre une école maternelle (Louise-Michel), une école élémentaire (Robert-Doisneau) et deux écoles primaires (Suzanne-Lanoy et Voltaire). L'école Roland, qui ne gérait déjà plus que les deux dernières années de cours élémentaire, est fermée depuis le milieu des années 2010.
Le département gère le collège David-Marcelle. La région n'y gère pas de lycée. Les plus proches sont sur la commune voisine d'Hénin-Beaumont et à Lens.

### Santé
La commune compte onze médecins généralistes.
Les centres hospitaliers les plus proches sont ceux d'Hénin-Beaumont et de Drocourt.

### Justice, sécurité, secours et défense
La commune dépend du tribunal de proximité de Lens, du conseil de prud'hommes de Lens, du tribunal judiciaire de Béthune, de la cour d'appel de Douai, du tribunal de commerce d'Arras, du tribunal administratif de Lille, de la cour administrative d'appel de Douai et du tribunal pour enfants de Béthune.

## Population et société

### Démographie
Les habitants de la commune sont appelés les Billysiens.

#### Évolution démographique
L'évolution du nombre d'habitants est connue à travers les recensements de la population effectués dans la commune depuis 1793. Pour les communes de moins de 10 000 habitants, une enquête de recensement portant sur toute la population est réalisée tous les cinq ans, les populations de référence des années intermédiaires étant quant à elles estimées par interpolation ou extrapolation. Pour la commune, le premier recensement exhaustif entrant dans le cadre du nouveau dispositif a été réalisé en 2007.

En 2022, la commune comptait 8 027 habitants, en évolution de −1,7 % par rapport à 2016 (Pas-de-Calais : −0,72 %, France hors Mayotte : +2,11 %).
| 1793 | 1800 | 1806 | 1821 | 1831 | 1836 | 1841 | 1846 | 1851 |
| ---- | ---- | ---- | ---- | ---- | ---- | ---- | ---- | ---- |
| 268  | 275  | 269  | 311  | 333  | 333  | 382  | 361  | 314  |

| 1856 | 1861 | 1866  | 1872  | 1876  | 1881  | 1886  | 1891  | 1896  |
| ---- | ---- | ----- | ----- | ----- | ----- | ----- | ----- | ----- |
| 455  | 876  | 1 037 | 1 190 | 1 404 | 1 831 | 2 206 | 2 788 | 3 391 |

| 1901  | 1906  | 1911  | 1921  | 1926  | 1931   | 1936  | 1946  | 1954  |
| ----- | ----- | ----- | ----- | ----- | ------ | ----- | ----- | ----- |
| 4 503 | 6 150 | 8 019 | 6 298 | 9 934 | 10 492 | 9 371 | 9 622 | 9 851 |

| 1962   | 1968   | 1975  | 1982  | 1990  | 1999  | 2006  | 2007  | 2012  |
| ------ | ------ | ----- | ----- | ----- | ----- | ----- | ----- | ----- |
| 10 593 | 10 028 | 8 834 | 7 682 | 8 126 | 8 396 | 8 018 | 7 964 | 8 284 |

| 2017  | 2022  | - | - | - | - | - | - | - |
| ----- | ----- | - | - | - | - | - | - | - |
| 8 150 | 8 027 | - | - | - | - | - | - | - |

#### Pyramide des âges
La population de la commune est relativement jeune.
En 2018, le taux de personnes d'un âge inférieur à 30 ans s'élève à 42,0 %, soit au-dessus de la moyenne départementale (36,7 %). À l'inverse, le taux de personnes d'âge supérieur à 60 ans est de 19,8 % la même année, alors qu'il est de 24,9 % au niveau départemental.
En 2018, la commune comptait 3 876 hommes pour 4 291 femmes, soit un taux de 52,54 % de femmes, légèrement supérieur au taux départemental (51,5 %).
Les pyramides des âges de la commune et du département s'établissent comme suit.
| Hommes | Classe d’âge | Femmes |
| ------ | ------------ | ------ |
| 0,7    | 90 ou +      | 1,5    |
| 3,5    | 75-89 ans    | 8,7    |
| 11,8   | 60-74 ans    | 13,2   |
| 18,3   | 45-59 ans    | 17,9   |
| 21,2   | 30-44 ans    | 19,0   |
| 20,5   | 15-29 ans    | 18,8   |
| 24,1   | 0-14 ans     | 21,0   |

| Hommes | Classe d’âge | Femmes |
| ------ | ------------ | ------ |
| 0,5    | 90 ou +      | 1,6    |
| 5,6    | 75-89 ans    | 8,9    |
| 16,7   | 60-74 ans    | 18,1   |
| 20,2   | 45-59 ans    | 19,2   |
| 18,9   | 30-44 ans    | 18,1   |
| 18,2   | 15-29 ans    | 16,2   |
| 19,9   | 0-14 ans     | 17,9   |

### Sports et loisirs

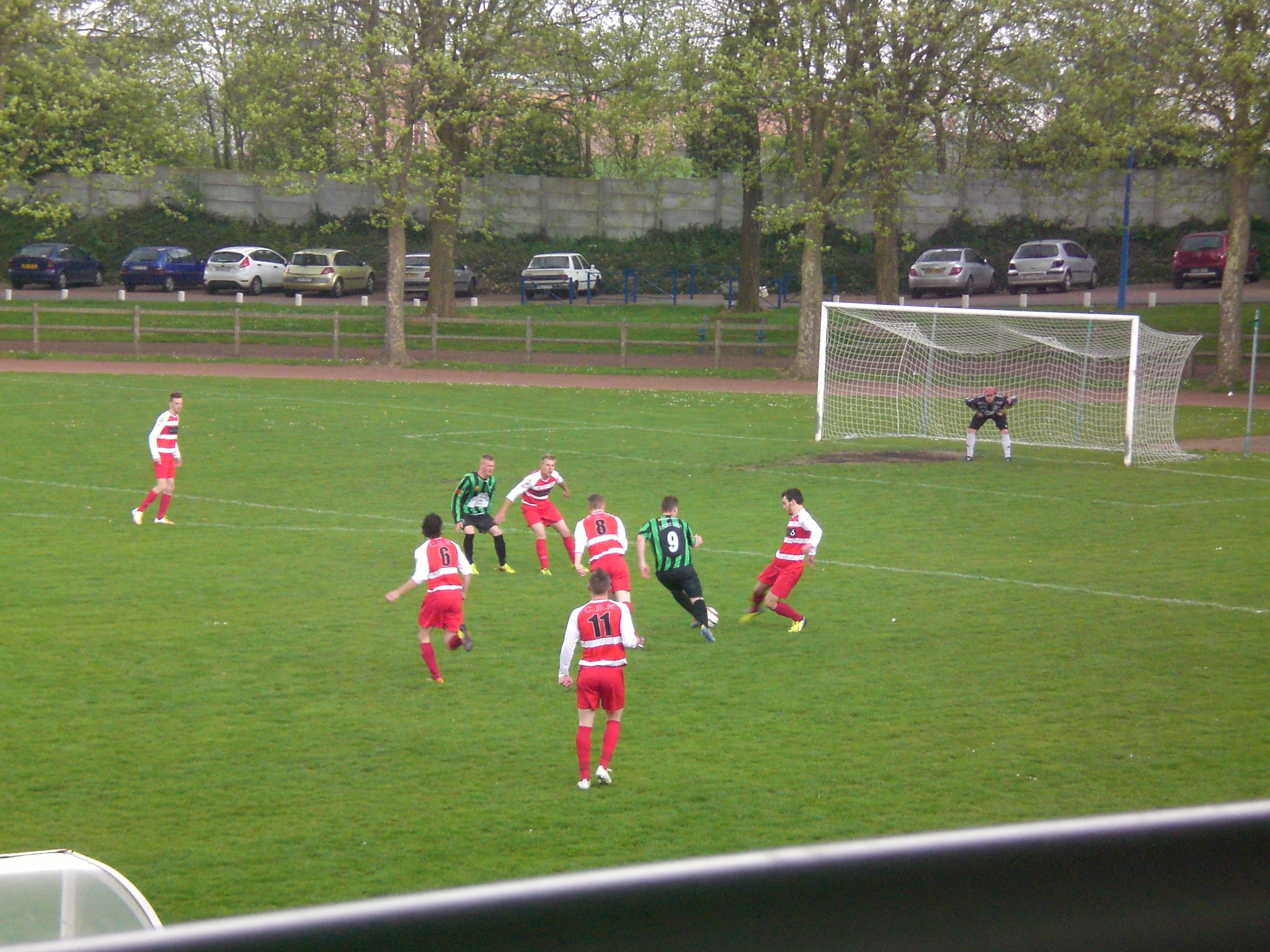
Match de football entre Billy-Montigny (en rouge) et Beuvry-la-Forêt (en vert et noir).

La commune comporte deux associations sportives principales. Les Carabiniers de Billy-Montigny regroupent sept sports. Il y a le tir à l'arc, l'athlétisme, le football, le sport et loisir, le tennis, le handball, et la section chiens de défense. La section de handball a évolué de nombreuses saisons en Championnat de France élite dans les années 1960 et 1970 et concourt en 2016 en Nationale 2 (4e échelon national). L'association sportive billysienne propose du culturisme, de la danse, du football, de la randonnée cycliste, des majorettes, du javelot, de la pétanque, de l'aquagym, du tennis de table et de la natation. D'autres associations sportives existent également. Elles proposent de la boxe, du ju-jitsu, de l'escalade, etc..
Le 19 juin 1927, le stade de la compagnie des mines de Courrières est inauguré. Il est renommé en hommage à Paul Guerre, en 1931. Une salle de sport y est construite à proximité en 1956, est rénovée en 1988 et cette même année prend le nom de salle Paul-Éluard. En 1980, la halle Juliot-Curie ouvre ses portes. Après l'incendie du 22 mai 2005 de la salle de sport du collège David-Marcelle, une nouvelle salle de sport a été construite dès 2007. Inauguré en 2008, le complexe sportif porte le nom d'Otello Troni, ancien maire de la commune.

### Cultes
- Église catholique Saint-Martin

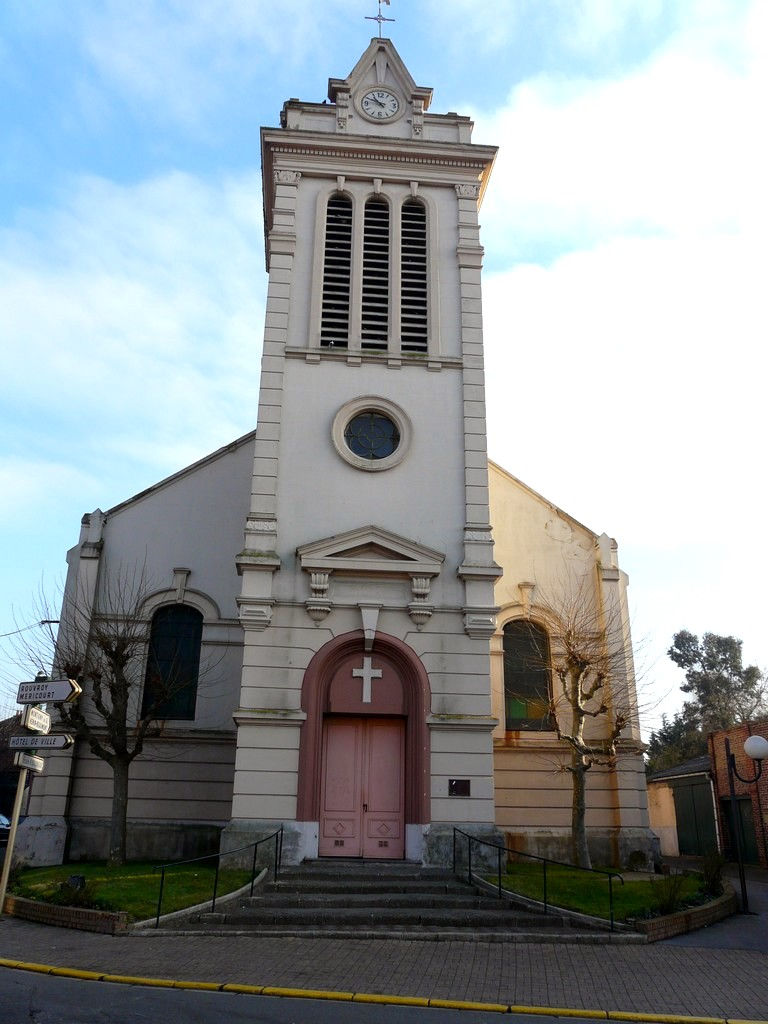
Église Saint-Martin de Billy-Montigny

- Église protestante évangélique de Billy-Montigny

### Médias
Le quotidien régional La Voix du Nord publie une édition locale pour la communaupole de Lens-Liévin.
Les programmes de la radio RBM 99.6, radio associative, sont émis depuis Billy-Montigny. Les habitants de Billy-Montigny reçoivent également, outre certaines stations de radio nationales, les programmes de Nostalgie Lens et de Chérie FM « Haut de France ». Elle reçoit également des radios régionales comme Fréquence Horizon, Metropolys, Contact et Mona FM.
La ville est couverte par les programmes de France 3 Nord-Pas-de-Calais et les chaînes nationales de la TNT. Elle reçoit également la chaîne régionale Wéo.

## Économie

### Revenus de la population et fiscalité
En 2021, la commune compte 3 147 ménages fiscaux, regroupant 7 467 personnes.
Le revenu fiscal médian par ménage, le taux de pauvreté des ménages et la part des ménages fiscaux imposés de la commune, du département du Pas-de-Calais et de la métropole sont les suivants :
- le revenu fiscal médian par ménage de la commune est de 17 430 €, inférieur à celui du département du Pas-de-Calais (20 720 €) et inférieur à celui de la France métropolitaine (23 080 €)[Insee 6],[Insee 7],[Insee 8] ;
- le taux de pauvreté des ménages de la commune est de 30 %, de 18,4 % au niveau du département et de 14,9 % au niveau de la métropole[Insee 9],[Insee 10],[Insee 11] ;
- la part des ménages fiscaux imposés dans la commune est de 32 %, de 44,1 % au niveau du département et de 53,4 % au niveau de la métropole[Insee 6],[Insee 7],[Insee 8].

### Emploi
|                       | 2010   | 2015   | 2021   |
| --------------------- | ------ | ------ | ------ |
| Commune               | 24,6 % | 23,7 % | 18,7 % |
| Département           | 11,3 % | 13,7 % | 11,2 % |
| France métropolitaine | 11,6 % | 13,7 % | 11,7 % |

En 2021, la population âgée de 15 à 64 ans s'élève à 5 151 personnes, parmi lesquelles on compte 67,3 % d'actifs (54,7 % ayant un emploi et 12,6 % de chômeurs) et 32,7 % d'inactifs,. En 2021, le taux de chômage communal (au sens du recensement) des 15-64 ans est supérieur à celui du département et supérieur à celui de la France métropolitaine.
La commune fait partie du pôle principal de l'aire d'attraction de Lens - Liévin,. Elle compte 1 131 emplois en 2021, contre 1 230 en 2015 et 1 400 en 2010. Le nombre d'actifs ayant un emploi résidant dans la commune est de 2 837, soit un indicateur de concentration d'emploi de 39,9 et un taux d'activité parmi les 15 ans ou plus de 55,3 %.
Sur ces 2 837 actifs de 15 ans ou plus ayant un emploi, 359 travaillent dans la commune, soit 13 % des habitants. Pour se rendre au travail, 82,3 % des habitants utilisent une voiture, un camion ou une fourgonnette, 8,3 % les transports en commun, 7,5 % s'y rendent en deux-roues motorisé, à vélo ou à pied et 1,9 % n'ont pas besoin de transport (travail au domicile).

### Entreprises et commerces
350 établissements marchands non agricoles sont économiquement actifs en 2022 à Billy-Montigny,,.
| Secteur d'activité                                                                                        | Commune | Commune | Département |
| Secteur d'activité                                                                                        | Nombre  | %       | %           |
| --- | ------- | ------- | ----------- |
| Ensemble                                                                                                  | 350     | 100 %   | (100 %)     |
| Industrie manufacturière, industries extractives et autres                                                | 16      | 4,6 %   | (5,3 %)     |
| Construction                                                                                              | 41      | 11,7 %  | (11,7 %)    |
| Commerce de gros et de détail, transports, hébergement et restauration                                    | 115     | 32,9 %  | (22,5 %)    |
| Information et communication                                                                              | 6       | 1,7 %   | (3,6 %)     |
| Activités financières et d'assurance                                                                      | 13      | 3,7 %   | (5,3 %)     |
| Activités immobilières                                                                                    | 8       | 2,3 %   | (5,7 %)     |
| Activités spécialisées, scientifiques et techniques et activités de services administratifs et de soutien | 37      | 10,6 %  | (20,2 %)    |
| Administration publique, enseignement, santé humaine et action sociale                                    | 66      | 18,9 %  | (15,8 %)    |
| Autres activités de services                                                                              | 48      | 13,7 %  | (9,9 %)     |

Le secteur du commerce de gros et de détail, transports, hébergement et restauration est prépondérant sur la commune puisqu'il représente 32,9 % du nombre total d'établissements de la commune (115 sur les 350 entreprises implantées à Billy-Montigny), contre 22,5 % au niveau départemental, et le secteur des activités spécialisées, scientifiques et techniques et activités de services administratifs et de soutien avec 10,6 % du nombre total d'établissements de la commune est inférieur à celui du département (20,2 %).

## Culture locale et patrimoine

### Lieux et monuments

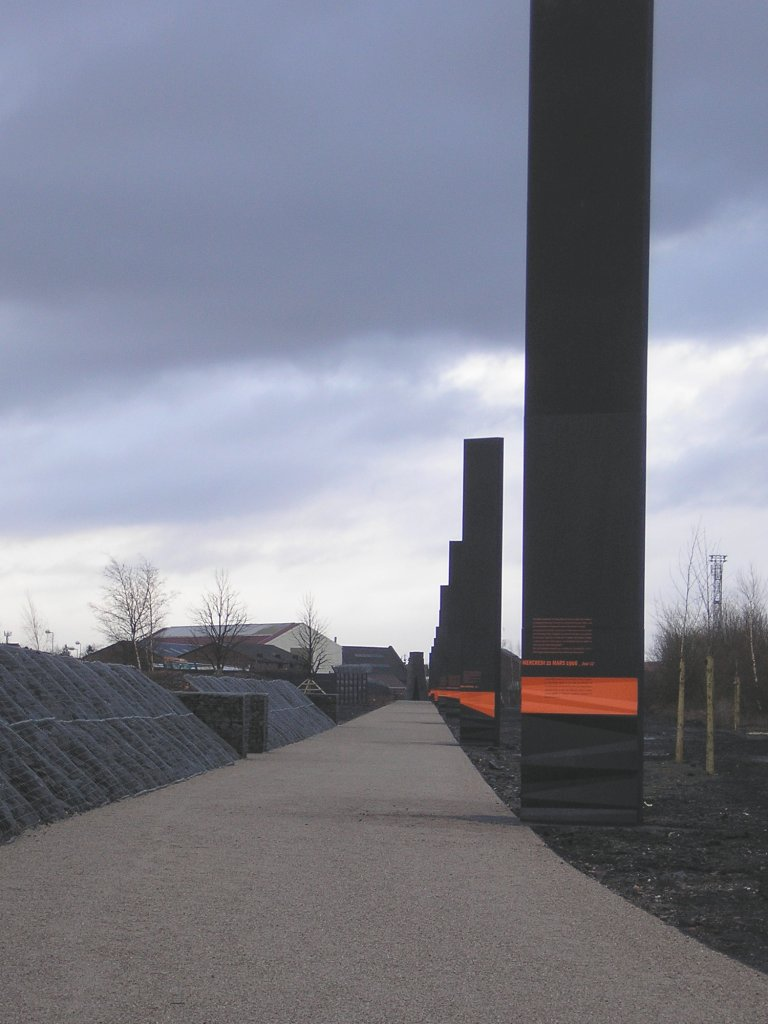
Le « Parcours des rescapés ».

- Le parcours des rescapés : à l'occasion du centième anniversaire de la catastrophe de 1906, la communaupole de Lens-Liévin a aménagé un « parcours des rescapés » entre la nécropole de Méricourt, lieu qui abrite dans une fosse commune les corps de 272 mineurs non identifiés, et l'emplacement de l'ancienne fosse de 2 de Billy-Montigny où 13 survivants ont rejoint le jour, 17 jours après l'arrêt des recherches. Cet aménagement d'un kilomètre de long comprend 21 bornes métalliques sur lesquelles sont relatés le quotidien et les événements qui suivirent en surface et la survie des rescapés en sous face. La création de cet aménagement a été conçu par Territoires, Sites et Cités-paysagistes, Vrignaud Nicolas & Louazon Jean-Marc - scénographes.
- La fosse no 10 - 20 : depuis sa fermeture en 1954, la fosse a conservé un grand nombre de bâtiments. La salle des machines, le poste électrique, la salle des bains-douches des mineurs, la baraque à outils, l'atelier, le magasin et les bureaux sont encore visibles.
- L'église Saint-Martin de Billy-Montigny.
- Le monument aux morts[69].
- Le monument aux morts de la guerre franco-allemande de 1870[69].
- Le vitrail du souvenir situé dans l'église[69].
- Le monument aux fusillés et déportés victimes du nazisme (1939-1945)[69].
- La stèle aux victimes civiles des deux guerres mondiales[70].
- Le cimetière militaire allemand de Billy-Montigny où reposent 2 511 soldats allemands de la Première Guerre mondiale.

### Personnalités liées à la commune
- André Defline (1876-1945), ingénieur du Corps des mines, y est mort.
- Victor Lourties (1886-1954), homme politique, y est né.
- Jean Ooghe (1928-), homme politique, y est né.

### Héraldique
| Blason de Billy-Montigny | Blason  | D'or à l'arbre sinople senestré d'un lion de sable, armé et lampassé de gueules rampant contre le fût ; à la bordure d'argent chargée de huit mouchetures d'hermine de sable. Ornements extérieurscroix de guerre 1914-1918 Devise / CriDe long travail, heureuse récompense |
| Blason de Billy-Montigny | Détails | adopté par la municipalité en 1964. |

## Pour approfondir

#### Bases de données, dictionnaires et encyclopédies
- Ressources relatives à la géographie :   - Insee (communes)
  - Ldh/EHESS/Cassini
- Ressource relative à plusieurs domaines :   - Annuaire du service public français
- Ressource relative à la musique :   - MusicBrainz
- Notices d'autorité :   - VIAF
  - BnF (données)
  - GND